# 爱情泡泡糖
《爱情泡泡糖》是一款由PrincessSoft于2004年10月7日发行的戀愛冒險遊戲。2004年10月到12月播放電視動畫版。2008年2月28日发售续作《爱情泡泡糖2～1st priority～》（Φなる・あぷろーち2 〜1st priority〜）。

## 概要
《爱情泡泡糖》的故事背景涉及到日本的一项政府性实验（R.T.P.）。日本政府对出生率不斷下降感到担忧，为了挽救人口大量减少的形势，政府就主导施行这样一个國家级項目（暗示并没得到日本民众的支持），其中主体就是将異性的年輕公民配對在一起并立即结婚，并要求其生兒育女，虽然这严重违反世界的伦理道德。如果年轻的夫妇在很早就生兒育女，就会产生一个人口净增加的局面。有着如此巨大经济和政治利益的项目，却在社会和民众的情感方面产生巨大的分歧。因此，日本政府决定开始秘密实验。

## 故事简介
双亲很早就过世了，让身为哥哥的水原凉和妹妹明钟共同生活着。突然有一天，一位神秘的女生益田西守歌到来，带着结婚戒指出现在凉的面前，还自称是他的未婚妻。
水原凉非常反对这种突如其来的婚姻，而然这女生却带来了一群黑衣人，目的就是要与水原凉在一起过着夫妻生活。于是，啼笑皆非的故事就此开始……

## 登场人物
以下人物角色的名字皆以游戏和动画中的为准。

### 主要角色
水原凉（水原 涼（みずはら りょう），声优：岸尾大辅（动画））
本作主人公。鹿茸私立高中二年級學生。与妹妹明钟住在一起，非常照顾妹妹，甚至到了相当喜剧的地步。其实与明钟并非同一个母亲所生。当未婚妻西守歌出现，生活完全改变了；异常排斥这场婚姻，常常为逃避西守歌而与笑穂约会。但最终还是喜欢上了西守歌，并与她交往。
益田西守歌（益田 西守歌（ますだ しずか），声优：野川樱）
本作第一女主角。身高152厘米，体重41公斤。原本为鹿茸私立高中一年级生，但为了靠近凉而跳级到二年级。出来出现在凉的面前并说明是他的未婚妻。自称“我是大和抚子，超级会照顾人的”，其实家务亦是全能，无论是洗衣、做饭还是什么，全部妥妥的。其个性古怪，时而温柔，时而冷酷，时而开朗，时而悲伤。发现凉与笑穂私下约会之后，就开始争夺凉的战争。
其实，她背后有着不可告人的秘密。而她的祖父就是RTP项目选择的人，但其初恋情人是凉的祖母，所以便要求西守歌与凉交往，这也成了唯一的遗愿。西守歌非常尊敬祖父，并努力完成这份遗愿。一开始对凉并没有真正的感情，也没有告诉凉实情，只是一味的强迫凉承认夫妻关系，因为害怕凉知道之后会同情她。但，渐渐地，她爱上凉。最终与凉在一起了。
值得注意的是头发后面的蝴蝶结。游戏中是橙色丝带，在动画版却是红色或粉红色。
水原明钟（水原 明鐘（みずはら あかね），声优：松来未祐）
凉的妹妹。是鹿茸高中的新生。身高155厘米，体重43公斤。个性害羞，温柔且善良。因为父母早逝，在感情和生活上都依赖凉，对凉的情感似乎超越兄妹。但是，对于西守歌是凉未婚妻的事实并不反对，尽管害怕凉结婚后会忽视了自己。不过却与西守歌很好地相处中，像是两姐妹一般。
陆奧笑穗（陸奥 笑穂（むつ えみほ），声优：高桥智秋）
凉的女同学兼女朋友。身高165厘米，体重49公斤。不同于大多数的同学，因为她有一个收集的爱好，却受她哥哥的影响性格变得非常直率。外表上与她的家庭背景相当，有着大小姐的气质。也因为逃避政治联姻而与凉交往，但在见到她的未婚夫之后，感情发生了变化，虽然没有直说，不过看来是与凉分手了。
守屋美紀（守屋 美紀（もりや みき），声优：田村由香里）
凉的女同学，幼稚园时就与凉有婚约。身高162厘米，体重49公斤。个性容易发怒，有时脾气暴躁，同时渴望成为一个偶像歌手，最好是众所周知的大明星；但后来考上了声优培训学校。从某种程度上讲，凉、笑穗和美紀是同一类人。因发生过“暖身事件”，所以有点女同性恋倾向。
芽生百合佳（芽生 百合佳（めのう ゆりか），声优：皆口裕子）
是布拉薇咖啡店的服务员。身高156厘米，體重40公斤。她的特点是有美丽的容颜，而且相当善良和体贴人。比涼大一岁，常裝成是他姐姐。虽然在咖啡店工作，但还偷偷成为咖啡店经理春希的女友。最后成为说服凉接受包办婚约与西守歌在一起的关键人物。

## 制作人员
- 監製：釜野慎司
- 剧本：三浦洋晃
- 角色设计：西又葵
- 遊戲原画：ひばりヶ丘東口
- 音樂製作：野中“まさ”雄一

## 主题曲
OP主题曲：《Φなる・あぷろーち》（爱情泡泡糖）
作詞 - 三浦洋晃 / 作曲 - 原田勝通 / 編曲 - Angel Note / 歌 - yozuca*
ED主题曲：《光風》（光之风）
作詞 - 三浦洋晃 / 作曲 - 原田勝通 / 編曲 - Angel Note / 歌 - 桥本美雪

## 关联作品

### 電視動畫

#### 主题歌
片头曲 《君色パレット》（你调色板）（第1-11和13集，第12集片尾） 
歌词 - rino（CooRie）/作曲 - 影山浩宣/编曲 - 須藤賢一/歌 - 野川樱
片尾曲 《Love,Fate,Love》（爱、命运、爱情）（第1-10和13集） 
词曲创作、歌曲 - 桥本美雪/编曲 - 景家淳
插入曲 《涙のティアラ》（泪之皇冠） （第11集ED）
歌词 - rino/作曲 - 影山浩宣/編曲 - 須藤賢一/歌 - 野川樱

#### 各集标题
| 话数   | 日文标题                        | 中文标题                       | 编剧              | 分镜       | 演出     | 作画监督          |
| ------ | ------------------------------- | ------------------------------ | ----------------- | ---------- | -------- | ----------------- |
| 第1话  | 大推参！！ 愛と宿命の美少女!    | 大造访！！爱与宿命的美少女！   | 長谷川勝己        | 山本郷     | 山本乡   | 岛沢典子          |
| 第2話  | 大爆誕！！ 愛と喝采の転校生!    | 大爆诞！！爱与喝采的转学生！   | 長谷川勝己        | 山本郷     | 山本天志 | 伊部由起子        |
| 第3話  | 大激突!! 愛と野望の龍虎!        | 大激战！！爱与野心的龙虎！     | 長谷川勝己        | 山本郷     | 山本郷   | 岛沢典子          |
| 第4話  | 大決断!! 愛と青雲の船出!?       | 大决断！！爱与青云的出航！？   | 長谷川勝己        | 難波日登志 | 山本天志 | 伊部由起子        |
| 第5話  | 大接近!? 愛と死の湯けむり地獄!  | 大接近！？爱与死的热气地狱！   | 水越保 長谷川勝己 | 山中英治   | 三原武憲 | 輿石暁            |
| 第6話  | 大衝撃!! 愛と哀しみの果て!      | 大冲击！！爱与哀愁的尽头！     | 長谷川勝己        | 山本郷     | 山本天志 | 伊部由起子        |
| 第7話  | 大悲恋!! 愛と慕情のみぞれ雪     | 大悲恋！！爱与慕情的雨雪       | 長谷川勝己        | 山本郷     | 山本天志 | 伊部由起子        |
| 第8話  | 大熱発!! 愛と追憶の“あ〜ん”     | 大发烧！！爱与追忆的“啊”       | 水越保 長谷川勝己 | 大原実     | 三原武憲 | 齐藤雅赤穗 村松圭 |
| 第9話  | 大決戦!! 愛と銃撃の彼方!        | 大决战！！爱与枪战的彼方！     | 長谷川勝己        | 大原実     | 辻大輔   | 齐藤雅赤穗 村松圭 |
| 第10話 | 大発動!! 愛と無情の召還状!      | 大发动！！爱与无情的召返状！   | 長谷川勝己        | 大原実     | 山本天志 | 岛沢典子          |
| 第11話 | 大終焉!? 愛と別れの雛人形!      | 大终焉！？爱与离别的女儿节娃娃 | 長谷川勝己        | 山本郷     | 山本天志 | 伊部由起子        |
| 第12話 | 大喝采!! 愛と祝福のバッカ野郎!  | 大喝采！！爱与祝福的大笨蛋！   | 長谷川勝己        | 山本郷     | 山本天志 | 伊部由起子        |
| 第13話 | 大争奪!! 愛と栄光のウェディング | 大争夺！爱与荣耀的婚礼         | 長谷川勝己        | 大原実     | 山本郷   | 岛沢典子          |

#### 製作人員
- 导演：	                山本天志
- 剧本统筹：		长谷川胜己
- 人物原案：		西又葵
- 角色设计动画导演：	岛沢典子
- SD角色设计：	        伊部由起子
- 色彩设定：		赤堀久美子
- 美术总监：		針生勝文
- 摄影指导：		近藤靖尚
- 编辑：		        内田惠
- 声音总监：		飯塚康一
- 音樂：		        Angel Note
- 制作人：	        大宮三郎、川﨑智子
- 动画制作：		TRINET娱乐、ZEXCS
- 製作：愛情泡泡糖製作委員會

#### 播放电视台
日本深夜動畫：下文記載的日本国内播放時間使用日本標準時間（UTC+9）表示。因為部分時間标识會採用30小时制，因此請留意这类超过24:00的时间，其實際播放時間為翌日清晨。
| 播放地域 | 电视台     | 播出期間                     | 播放时间             | 所属联播网 | 备注           |
| -------- | ---------- | ---------------------------- | -------------------- | ---------- | -------------- |
| 神奈川   | tvk        | 2004年10月2日 - 12月25日     | 星期六 25:30 - 26:00 | 独立UHF局  |                |
| 兵庫県   | SUN电视台  | 2004年10月4日 - 12月27日     | 星期一 24:40 - 25:10 | 独立UHF局  | [ 1 ]          |
| 千葉県   | 千葉电视台 | 2004年10月5日 - 12月28日     | 星期二 26:00 - 26:30 | 独立UHF局  |                |
| 埼玉県   | 埼玉电视台 | 2004年10月6日 - 12月29日     | 星期三25:00 - 25:30  | 独立UHF局  |                |
| 京都府   | KBS京都    | 2004年10月6日 - 12月29日     | 星期三25:55 - 26:25  | 独立UHF局  |                |
| 日本全景 | KidS       | 2004年10月7日 - 2005年1月6日 | 星期四 24:30 - 25:00 | CS放送     | 重复播放       |
| 愛知県   | 愛知电视台 | 2004年10月7日 - 12月30日     | 星期四 25:58 - 26:28 | 东京电视网 |                |
| 日本全景 | GyaO       | 2007年8月28日 - 10月9日      | 星期二 12:00 - 14:00 | 网络播出   | 两集为当地广播 |

## 脚注
1. ↑  在第10集，诚一郎辱骂凉的时间线已被修改沉默